# Liriomyza hebae
Liriomyza hebae är en tvåvingeart som beskrevs av Spencer 1976. Liriomyza hebae ingår i släktet Liriomyza och familjen minerarflugor. Inga underarter finns listade i Catalogue of Life.